# Edifici d'habitatges a la plaça de l'Àngel, 1 (Caldes de Montbui)
Els Habitatges a la plaça de l'Àngel, 1 és un edifici noucentista de Caldes de Montbui (Vallès Oriental) protegit com a bé cultural d'interès local.

## Descripció
És un edifici de pisos entre mitgeres. La façana principal s'obre a la Plaça de l'Àngel i als carrers Asensi Vega i Marquès. L'edifici té un perímetre i alçada considerable (planta baixa, primera o altell, i tres pisos). L'estructura de l'edifici és la tradicional de parets de càrrega, amb forjats unidireccionals de biguetes. La composició de l'alçat és força clàssica. La façana es compon mitjançant una sèrie d'eixos verticals que ordenen els diferents forats. La façana principal a la plaça es compon de cinc fileres verticals de forats, estant les dels extrems agrupades de dos en dos i quedant la central lleugerament més aïllada. És fonamentalment simètrica respecte un eix central. Emfatitzat per les motllures del coronament de l'edifici en forma de segment circular.
Els balcons dels tres últims pisos són d'iguals característiques i es relliguen de dos en dos en els extrems, en tant que els de la primera planta són finestres. L'acabat de la façana és un estucat. Cal destacar els elements singulars de la façana, com poden ser les balconades i les baranes de ferro forjat, els esgrafiats que hi ha a les llindes dels forats, la cornisa i la balustrada, així com el segment circular que fa de remat amb la inscripció de la data de l'any que es va realitzar l'obra (1926).

## Història
El propietari de l'edifici en el seu origen era el senyor Pagès, el mateix que el de l'empresa de Ciment Pagès. Se situa a la plaça de l'Àngel, nom popular que pren de l'Antic Portal de l'Àngel, una de les portes de l'antiga ciutat emmurallada. Damunt d'aquesta porta hi havia un àngel custodi que presidia l'entrada, d'on li ve el nom de la plaça. Aquesta quedaria al costat de l'antiga muralla però a la part de fora de la ciutat. Actualment i fa bastants anys, també és coneguda com la Plaça del Quiosc degut a l'existència d'aquest dins del recinte. La plaça ha canviat moltes vegades de nom. S'havia anomenat la Plaça del Progrés degut al progrés cultural i científic que assoleix Caldes en el segle xvii. Posteriorment fou anomenada d'Alfons XIII però degut a les protestes dels calderins per l'anticatalanitat del rei, es tornà a dir del Progrés. Més tard fou canviat altra vegada pel nom de Plaça de l'àngel. L'entorn arquitectònic és molt heterogeni i força caòtic.